# Olivier Baroux
Olivier Baroux, nascut Olivier Marie (Caen, 5 de gener de 1964) és un comediant, director de cinema guionista i humorista francès.
Primer es va donar a conèixer formant, amb Kad Merad, el duo Kad et Olivier, després va treballar en solitari, mentre es trobava amb Kad de manera regular.

## Biografia

### Debut en animació i amb Kad Merad
Olivier Baroux va començar la seva carrera com a presentador en una ràdio lliure a Caen (ràdio Adel) i després a Caen FM. Durant cinc anys, va ser especialista en grans esdeveniments a l'emissora de ràdio de Rouen "RVS" (Radio Vallée de Seine) on va presentar "Self-service".
El 1991, es va unir a Oui FM, l'emissora de ràdio de París, on va conèixer Kad Merad. El 12 de març de 1992, el duo Kad et Olivier, format a l'aire, va començar el seu propi espectacle: Rock'n'Roll Circus. Després van començar a la televisió, ajudats per Jean-Luc Delarue. A petició de Dominique Farrugia, a continuació presentaran al canal de cable Comédie !, entre 1999 i 2001, La Grosse émission. Olivier fa unes quantes aparicions al cinema però la seva carrera cinematogràfica va començar realment a la pel·lícula que va escriure amb Kad Mais qui a tué Pamela Rose ?, dirigida el 2003 per Éric Lartigau.
El 2005, va interpretar el geni a Iznogoud del director Patrick Braoudé, basada en el còmic de René Goscinny i Jean Tabary. També el veiem als crèdits d’Un ticket pour l'espace, una comèdia de ciència-ficció dirigida per Éric Lartigau. Posteriorment, es va centrar en les professions de guionista i realitzador.

### Carrera de direcció
El 2007, Olivier Baroux va dirigir la seva primera pel·lícula Ce soir je dors chez toi basada en la tira còmica Monsieur Jean de Dupuy-Berberian. La pel·lícula la protagonitza la parella Jean-Paul Rouve – Mélanie Doutey, i Kad Merad en paper secundari. El director va continuar el 2009 amb la comèdia d'aventures Safari, aquesta vegada amb Kad Merad al capdavant, acabat de coronar amb immens èxit comercial de Benvinguts al nord. El duo es retroba l'any següent amb L'Italien. També el 2010, apareix al vídeo musical de Diam's titulat Peter Pan. El 2011, va ser Jean-Paul Rouve qui el va tornar a trobar, aquest cop associat a Isabelle Nanty, a la comèdia d'escolars que es va convertir en pel·lícula de culte Les Tuche. La pel·lícula va tenir un èxit comercial sorprenent a França, amb 1,5 milions d'espectadors.
El 2012, va reformar el seu duet de comèdia amb Kad Merad en una seqüela inesperada, Mais qui a re-tué Pamela Rose ?. La pel·lícula, però, va decebre a la taquilla. El 2014, On a marché sur Bangkok és aquesta vegada un autèntic fracàs, malgrat la presència del tàndem Kad Merad – Alice Taglioni al cartell.
El 2015, va tornar a la pel·lícula sobre la parella amb Entre amis, una pel·lícula amb Mélanie Doutey de nou, i va dirigir per primera vegada Daniel Auteuil, Gérard Jugnot, François Berléand, Zabou Breitman i Isabelle Gélinas.
L'any 2016, va orquestrar el "retorn" de la família més popular de França: Les Tuche 2 : Le Rêve américain supera l'èxit de la primera, amb 4,6 milions d'espectadors.
El gener de 2017, va formar part del jurat presidit per Jean-Paul Rouve durant el 24è Festival Internacional de Cinema Fantàstic de Gérardmer.
El 2018, va completar la seva trilogia amb Les Tuche 3 : Liberté, Égalité, FraterniTuche que va tornar tenir un gran èxit nacional amb 5,6 milions d'espectadors.Aquesta darrera obra també va guanyar el César del públic el 2019.
El febrer de 2019, després de l'estrena de Just a Gigolo, encara amb la seva parella Kad Merad, va confirmar que Les Tuche 4 està en preparació i la pel·lícula s'estrenarà per les vacances del desembre de 2021. Amb motiu de la promoció de la pel·lícula, anuncia el rodatge d'un cinquè opus.
El juliol de 2022, el seu nou llargmetratge es va estrenar a França, la comèdia Menteur amb Tarek Boudali.

## Vida privada
Manté una relació de parella amb Coralie Baroux-Peronne, autora i directora. Olivier Baroux té una filla, actriu i directora, Enya Baroux (nascuda el 1991), i un fill, Boris Baroux (nascut el 2001).

## Filmografia

### Actor

#### Cinema
- 1999 : Un café... l'addition de Félicie Dutertre : el paio odiós
- 1999 : Jeu de vilains d'Hervé Eparvier : M. Chafouin
- 2003 : Mais qui a tué Pamela Rose ? d'Éric Lartigau : Douglas Riper
- 2003 : Rien que du bonheur de Denis Parent : Pierre 2
- 2004 : RRRrrrr!!! d'Alain Chabat : el narrador
- 2004 : Monde extérieur de David Rault (curtmetratge) : un convidat
- 2005 : Iznogoud de Patrick Braoudé : el geni Ouz
- 2005 : Il était une fois dans l'oued de Djamel Bensalah : le passatger suís
- 2006 : Santa Closed de Douglas Attal (curtmetratge) : l'especialista a la tele
- 2006 : Enterrement de Julien Petit (curtmetratge) : el policia
- 2006 : Un ticket pour l'espace d'Éric Lartigau : Beaulieu
- 2007 : Big City de Djamel Bensalah : el xerif
- 2009 : Neuilly sa mère ! de Gabriel Julien-Laferrière : M. Boulègue, professor de matemàtiques
- 2009 : Safari d'Olivier Baroux : el periodista de ràdio (veu)
- 2011 : Monsieur Papa de Kad Merad : el pretenent de Marie
- 2011 : Les Tuche d'Olivier Baroux : Monnier
- 2012 : Les Papas du dimanche de Louis Becker : Léo
- 2012 : Mais qui a re-tué Pamela Rose ? de Kad Merad et Olivier Baroux : Douglas Riper
- 2014 : On a marché sur Bangkok d'Olivier Baroux : Rodolphe, l'apneista
- 2016 : Les Tuche 2 : Le Rêve américain : Monnier
- 2018 : Les Tuche 3 : Monnier
- 2018 : Le Doudou de Julien Hervé i Philippe Mechelen : el pare de Marie-Christine
- 2020 : Bullit et Riper : Douglas Riper
- 2021 : Les Tuche 4  : Monnier
- 2022 : Menteur : el presentador de JT

### Televisió
Telefilms
- 2015 : Soda : Le Rêve américain de Nath Dumont : Jacky

Sèries
- 2015 : Peplum de Philippe Lefebvre : Petri, un dels gladiadors
- 2016 : Léo Matteï, Brigade des mineurs (temporada 4, episodi 4) : Pierre Aubin
- 2018 : Les Chamois de Philippe Lefebvre : Patrick
- 2020 : La Flamme : Pascal
- 2023 : Pamela Rose, la série de Ludovic Colbeau-Justin : Douglas Riper
- 2023 : La Petite Histoire de France : Jean de la Fontaine

### Guionista
- 2003 : Mais qui a tué Pamela Rose ? (amb Kad Merad)
- 2006 : Un ticket pour l'espace
- 2011 : Les Tuche
- 2012 : Mais qui a re-tué Pamela Rose ? (amb Kad Merad)
- 2014 : On a marché sur Bangkok
- 2018 : Les Tuche 3
- 2019 : Just a Gigolo (amb Kad Merad)
- 2020 : Bullit et Riper
- 2021 : Les Tuche 4

### Director
- 2007 : Ce soir je dors chez toi
- 2009 : Safari
- 2010 : L'Italien
- 2011 : Les Tuche
- 2012 : Mais qui a re-tué Pamela Rose ? (amb Kad Merad)
- 2014 : On a marché sur Bangkok
- 2015 : Enntre amis
- 2016 : Les Tuche 2 : Le Rêve américain
- 2018 : Les Tuche 3
- 2019 : Just a Gigolo
- 2020 : Bullit et Riper
- 2021 : Les Tuche 4
- 2022 : Menteur

## Distincions
- 2007 : Premi del públic i premi del jurat juvenil al Festival Internacional de Joves Directors de Saint-Jean-de-Luz per Ce soir je dors chez toi
- 2019 : César del públic per Les Tuche 3